# Eduard d'Aubert
Theodor Eduard Adolf d'Aubert, egentligen Daubert, född 24 oktober 1813 i Braunschweig, död 17 april 1873, var en tysk-svensk violinist, gift med pianisten Ebba d'Aubert, född Bergström.

## Biografi
Daubert, som han hette innan förfranskningen av namnet, var son till en källarmästare. Han kom sommaren 1832 med två andra "Steyermarkska alpsångare" till Göteborg, där de gav "aftondivertissementer" på Mindre teatern. Han lämnade kamraterna och stannade kvar i Göteborg, där han väckte uppseende genom sin talang som violinist och han gav bland annat flera soaréer med kammarmusik. 
Han flyttade 1841 till Stockholm, där han från den 1 juli blev anställd som violinist vid hovkapellet. Han blev ledamot av Musikaliska akademien 1849, andre konsertmästare vid hovkapellet 1861 och 1864 förste konsertmästare.
D'Aubert hölls för sin tids skickligaste violinist i Sverige och var enligt Nils Personne den som bäst tolkade Heinrich Panofkas, Heinrich Wilhelm Ernsts, François Prumes, Charles de Bériots och andra nyromantikers verk. 
Han tilldelades 1860 Litteris et Artibus, som utdelas för framstående konstnärliga insatser inom främst musik, scenisk framställning och litteratur.